# Österbysjön
Österbysjön är en sjö i Ydre kommun i Östergötland och ingår i Motala ströms huvudavrinningsområde. Sjön har en area på 0,207 kvadratkilometer och ligger 178,4 meter över havet. Sjön avvattnas av vattendraget Bulsjöån.

## Delavrinningsområde
Österbysjön ingår i det delavrinningsområde (641127-146663) som SMHI kallar för Ovan 641032-146895. Medelhöjden är 208 meter över havet och ytan är 21,31 kvadratkilometer. Räknas de 11 avrinningsområdena uppströms in blir den ackumulerade arean 356,08 kvadratkilometer. Bulsjöån som avvattnar avrinningsområdet har biflödesordning 3, vilket innebär att vattnet flödar genom totalt 3 vattendrag innan det når havet efter 204 kilometer. Avrinningsområdet består mestadels av skog (69 procent) och jordbruk (14 procent). Avrinningsområdet har 0,49 kvadratkilometer vattenytor vilket ger det en sjöprocent på 2,3 procent. Bebyggelsen i området täcker en yta av 0,49 kvadratkilometer eller 2 procent av avrinningsområdet.